# NGC 1933
NGC 1933 ist ein offener Sternhaufen in der Großen Magellanschen Wolke im Sternbild Schwertfisch. Das Objekt wurde am 2. November 1834 von dem Astronomen John Herschel entdeckt.